# Wahlen 2027
◄◄ | ◄ | 2023 | 2024 | 2025 | 2026 | Wahlen 2027

Weitere Ereignisse
Die hier aufgeführten Wahlen sind für das Jahr 2027 vorgesehen. Die Aufnahme in diese Liste bedeutet nicht, dass jede aufgeführte Wahl voraussichtlich nach international anerkannten demokratischen Standards durchgeführt werden wird. Diese Liste kann auch absehbare Scheinwahlen in Diktaturen ohne Alternativkandidaten enthalten oder Wahlen, bei denen schon jetzt aufgrund der gegebenen politischen Verhältnisse absehbar ist, dass sie durch massiven Wahlbetrug oder ohne fairen, gleichrangigen Zugang der konkurrierenden Kandidaten oder Parteien zu den Massenmedien zustande kommen werden.

## Termine
| Land        | Datum                     | Wahl/Abstimmung                                         | Letzte Wahl/Abstimmung | Kontext/Übersicht                                 | Bemerkung |
| ----------- | ------------------------- | ------------------------------------------------------- | ---------------------- | ------------------------------------------------- | --------- |
| Slowakei    | voraussichtlich September | Nationalratswahl in der Slowakei                        | 2023                   | Parlamentswahl in der Slowakei                    |           |
| Schweiz     | 24. Oktober 2027          | Parlamentswahl in der Schweiz                           | 2023                   | Parlamentswahl in der Schweiz                     |           |
| Deutschland | Frühjahr                  | Bundespräsidentenwahl in Deutschland                    | 2022                   | Bundespräsidentenwahl in Deutschland              |           |
| Deutschland | Frühjahr                  | Wahl zur 22. Bremischen Bürgerschaft                    | 2023                   | Bürgerschaftswahl in der Freien Hansestadt Bremen |           |
| Deutschland | Frühjahr                  | Wahl zum 19. Landtag des Landes Nordrhein-Westfalen     | 2022                   | Landtagswahl in Nordrhein-Westfalen               |           |
| Deutschland | Frühjahr                  | Wahl zum 18. Landtag des Saarlandes                     | 2022                   | Landtagswahl im Saarland                          |           |
| Deutschland | Frühjahr                  | Wahl zum 21. Landtag von Schleswig-Holstein             | 2022                   | Landtagswahl in Schleswig-Holstein                |           |
| Deutschland | Herbst                    | Wahl zum 20. Landtag des Landes Niedersachsen           | 2022                   | Landtagswahl in Niedersachsen                     |           |
| Italien     | spätestens 27. Dezember   | Parlamentswahlen in Italien                             | 2022                   | Parlamentswahl in Italien                         |           |
| Österreich  |                           | Landtagswahl in Tirol                                   | 2022                   | Landtagswahl in Tirol                             |           |
| Österreich  |                           | Gemeinderatswahlen im Burgenland                        | 2022                   | Kommunalwahl im Burgenland                        |           |
| Österreich  |                           | Gemeinderats- und Bürgermeisterwahlen in Kärnten        | 2021                   | Kommunalwahl in Kärnten                           |           |
| Österreich  |                           | Landtagswahl in Oberösterreich                          | 2021                   | Landtagswahl in Oberösterreich                    |           |
| Österreich  |                           | Gemeinderats- und Bürgermeisterwahlen in Oberösterreich | 2021                   | Kommunalwahl in Oberösterreich                    |           |
| Frankreich  |                           | Präsidentschaftswahl in Frankreich                      | 2022                   | Präsidentschaftswahl in Frankreich                |           |
| Montenegro  | vor dem 30. Juni 2027     | Parlamentswahl in Montenegro                            | 2023                   | Parlamentswahl in Montenegro                      |           |